# تشارلز يونغ (لاعب كرة قدم أسترالية)
تشارلز يونغ (بالإنجليزية: Charles Young)‏ هو لاعب كرة قدم أسترالية أسترالي، ولد في 26 أكتوبر 1905، وتوفي في 10 يونيو 1980.

## وصلات خارجية
- تشارلز يونغ على موقع AustralianFootball.com (الإنجليزية)
- تشارلز يونغ على موقع AFLtables.com (الإنجليزية)